# 山本寛 (経営学者)
山本 寛（やまもと ひろし、1957年2月28日 - ）は、日本の経営学者。青山学院大学経営学部経営学科教授。専門分野は人的資源管理論、キャリア・ディベロップメント、組織行動論。研究テーマは「勤労者のキャリアおよびキャリア意識の研究」。

## 経歴
神奈川県鎌倉市生まれ。1979年早稲田大学政治経済学部を卒業し、日本債券信用銀行(現あおぞら銀行)入行。1982年、日本債券信用銀行を退職し、千葉県千葉市役所に入所。1989年立教大学大学院文学研究科心理学専攻博士前期課程を修了。同年、明治大学大学院経営学研究科経営学専攻博士後期課程に入学。1991年千葉市役所を退職し、函館大学商学部専任講師に就任。明治大学大学院を中退。1994年函館大学を退職し、千葉商科大学商経学部専任講師に就任する。1997年千葉商科大学助教授に昇格する。1999年6月25日、博士(経営学)(明治大学)を取得する(授与番号は乙第290号)。論文タイトルは「組織従業員のキャリア・プラトー現象に関する研究 : 従業員の組織内キャリア発達の観点から」である。2001年千葉商科大学を退職し、青山学院大学経営学部助教授に就任する。2003年青山学院大学教授に昇格した。
著書『人材定着のマネジメント』はリテンション・マネジメントを組織行動の観点から検討し、人材マネジメント施策とリテンションとの間の媒介要因としてキャリア発達概念を位置づけた。

著書『働く人のためのエンプロイアビリティ』は、エンプロイアビリティに関する実証分析により、日英比較、スキルとの関係、転職経験との関係、個人属性、勤続期間、職務満足などとの関係、雇用不安と職務満足、キャリア展望などとの関係、エンプロイアビリティ保障と能力開発などとの関係を整理し、エンプロイアビリティの量的把握にも道筋をつけた。
著書『転職とキャリアの研究』は「組織間キャリア発達」の概念を整理し、組織内キャリア発達、バウンダリーレスキャリアなどと比較し、移動形態の違いは，客観的なキャリアの結果に対して影響を及ぼすものの，主観的な結果には影響を及ぼさないことを発見した。

## 受賞歴
- 1994年6月、日本労務学会 研究奨励賞を受賞[5]。
- 2000年9月、日本応用心理学会奨励賞を受賞[6]。
- 2001年1月、(一社)日本経営協会 経営科学文献賞を受賞[7]。
- 2002年6月、日本労務学会賞(学術賞)[8]。
- 2004年11月、経営行動科学学会優秀事例賞[9]。